# Skoki do wody na Letnich Igrzyskach Olimpijskich 2020 – trampolina 3 m synchronicznie kobiet
Konkurs kobiet w synchronicznych skokach do wody z trampoliny 3 m podczas XXXII Letnich Igrzysk Olimpijskich w Tokio odbył się w dniu 25 lipca 2021. Do rywalizacji przystąpiło 16 sportowców z 8 krajów. Areną zawodów było Tokyo Aquatics Centre. Mistrzyniami olimpijskimi zostały Chinki Shi Tingmao i Wang Han, wicemistrzyniami Kanadyjki Jennifer Abel i Melissa Citrini-Beaulieu, a brąz zdobyły Niemki Lena Hentschel i Tina Punzel.
Był to VI olimpijski konkurs synchronicznych skoków do wody z trampoliny 3 m kobiet.

## Terminarz
godziny zostały podane w czasie japońskim (UTC+9)
| Data          | Godzina | Runda |
| ------------- | ------- | ----- |
| 25 lipca 2021 | 15:00   | Finał |

## System rozgrywek
Konkurs składał się z jednej rundy, w której zawodniczki miały do oddania pięć skoków, po jednym z każdej grupy:
- skok w przód
- skok w tył
- delfin
- auerbach
- śruba[1]

Pozycja była ustalona według sumy ocen za wszystkie 5 skoków.

## Wyniki
| złoto  | Shi Tingmao Wang Han                      | Chiny             | 49.80 | 49.80 | 75.60 | 74.70 | 76.50 | 326.40 |
| srebro | Jennifer Abel Melissa Citrini-Beaulieu    | Kanada            | 47.40 | 45.00 | 67.50 | 70.68 | 70.20 | 300.78 |
| brąz   | Lena Hentschel Tina Punzel                | Niemcy            | 48.60 | 46.20 | 63.00 | 63.00 | 64.17 | 284.97 |
| 4      | Dolores Hernandez Monzon Carolina Mendoza | Meksyk            | 44.40 | 46.20 | 61.20 | 57.60 | 65.70 | 275.10 |
| 5      | Haruka Enomoto Hazuki Miyamoto            | Japonia           | 45.60 | 45.60 | 63.00 | 58.50 | 56.70 | 269.40 |
| 6      | Katherine Torrance Grace Reid             | Wielka Brytania   | 46.80 | 50.40 | 61.20 | 50.40 | 60.30 | 269.10 |
| 7      | Elena Bertocchi Chiara Pellacani          | Włochy            | 49.20 | 48.00 | 63.00 | 61.38 | 45.90 | 267.48 |
| 8      | Alison Gibson Krysta Palmer               | Stany Zjednoczone | 49.20 | 50.40 | 54.90 | 43.71 | 65.28 | 263.49 |